# ハーリド・マシャアル
ハーリド・マシャアル (アラビア語: خالد مشعل, ラテン文字転写: Khālid Mashʿal, 文語アラビア語発音：ハーリド・マシュアル、口語アラビア語発音：ハーレド・メシュアル等、英語: Khaled Mashal、1956年5月28日 - ) は、パレスチナの政治家である。ハマース党首だったアブドゥルアズィーズ・アッ＝ランティースィーが2004年に死去して以降はマシャアルが同党の党首を務めた（～2017年）。加えて、同党シリア部局の指導者でもある。
1987年にハマースが設立されて以降、ハマースのクウェート部局の指導者を務めるようになった。マシャアルは1991年にクウェートからヨルダンへと異動した。1999年8月にハマースヨルダン部局から除名されて以降、2001年にシリアの首都ダマスカスへと異動するまでカタールで生活していた。シリア内戦が起きたため、2012年にカタールへと再び転居することとなった。
ラストネームについては「ハーリド・ミシャアル」や「ハーリド・マシュアル」「メシャル」と表記されることもある。

## 経歴

### 青年期まで
ラマッラー北部の村シルワードで生まれた。1967年に第三次中東戦争が起きるまでシルワード小学校に通っていた。戦争以降、経済的な事情により彼の父は一家でクウェートへと移住した。マシャアルは1971年にムスリム同胞団に参加した。クウェート大学で物理学の学士号を得て卒業した。

### ハマースのメンバー
クウェート大学滞在中、マシャアルは1977年にパレスチナ学生連合 (GUPS)の選挙においてイスラームの正義 (qa’imat al-haq al-islamiyya) の指導者に就任した。イスラームの正義の基本的な活動はムスリム同胞団の一部としてパレスチナイスラーム運動を行うことだった。GUPS選挙の取り消しが行われると、マシャアルは1980年にパレスチナ学生イスラーム同盟 (al-rabita al-islamiyya li talabat filastin) を設立した。マシャアルは1978年から1984年までクウェートで教師をしていた。彼は1980年に結婚し、4男3女をもうけた。
1983年、パレスチナのイスラーム運動家がアラブ地域で会議を行った。ヨルダン川西岸地区やガザ地区、様々なアラブ地域のパレスチナ難民から代議員が集まってきた。この会議はハマースの創設に向けた重要な一歩となった。マシャアルはパレスチナのイスラーム運動を開始するプロジェクトの指導的立場に立つこととなった。1984年以降、彼はプロジェクトにかかりきりで仕事をすることとなった。
マシャアルは1991年に湾岸戦争が起きるまでクウェートに住んでいた。イラクがクウェートに侵攻すると、彼はヨルダンに移住し、ハマースに直接勤務するようになる。彼はハマースのメンバーとなり、1996年にはハマースの党首となった。

### 暗殺未遂
1997年9月25日、マシャアルはイスラエル首相ベンヤミン・ネタニヤフの命を受けたイスラエル諜報特務庁 (モサッド)により暗殺の標的とされた。これは1997年にエルサレムの市場で起きた自爆テロへの報復として計画されたものであった。暗殺が計画された時点で、マシャアルはハマースヨルダン部局の指導者と考えられていた。モサッドの実行者二人はカナダの偽造パスポートでマシャアルが居住していたヨルダンに入国していた。モサッドの二人はアンマンにあるハマースの事務所の入口で待ち伏せを行なっていた。マシャアルが事務所に入ろうとすると、二人の内の一人が背後から襲いかかり左耳に即効性の毒を注ぎ込もうとした。暗殺工作チームは合計8人で、イスラエル人実行犯2人組は逃走したが、通りかかったハマースメンバーに追跡・確保されてヨルダン当局に引き渡され、逮捕された。
事件後すぐに、ヨルダンのフセイン1世はネタニヤフに解毒剤を要求し、実行しない場合外交関係を断絶し、イスラエル諜報特務庁要員を抑留すると脅した。最初ネタニヤフは拒否していたが、事件が政治的な重要性を帯びるにつれ、アメリカ合衆国大統領ビル・クリントンが介入しネタニヤフ首相に犯人引渡しを行うよう強要した。モサッドの指導者であったダニー・ヤトゥームは首相の命を受けてヨルダンに飛び、マシャアルに対する解毒剤を提供した。しかし、マシャアルが昏睡状態で入院したキング・フセイン・メディカルセンターのドクターはすでに同じナロキソン解毒剤を手にしており、アンタゴニスト投薬後マシャアルの経過を観察している所であった。
暗殺工作チームのうち4人が逃げ込んだ在アンマンのイスラエル大使館を、ヨルダン当局が包囲した。マシャアルが意識不明に陥ると、ヨルダン政府はイスラエルとの平和条約破棄も示唆して、毒物の化学式なども提供するよう要求。ネタニヤフは当初拒否したが、クリントン米大統領の圧力もあって応じた。
解毒剤は彼の命を救った。事件後、マシャアルは雑誌サード・デイに以下のように語った。「イスラエルによる脅威は2つの反応を生む。ある人々は怯え躊躇するが、他の人々は挑戦し断固として戦う。私は後者の一人だった」。イスラエル政府とヨルダンは囚人交換の交渉を行ったことを否定しているが、ハマースの精神的指導者のアフマド・ヤースィーンはイスラエルから終身刑を宣告されていたにもかかわらず監禁から解放された。イスラエル諜報特務庁はヨルダン当局から解放された後すぐにイスラエルへと出国した。後に、より大人数のパレスチナとヨルダンの囚人はイスラエルにより解放された。

### 追放
1999年、ハマースはヨルダンを追い出された。ヨルダン国王アブドゥッラー2世はハマースを、イスラエルとヨルダンの平和協定を乱す非合法行為をヨルダンで行なっているとして批難した。同じ年、ヨルダンはイランからヨルダンへと到着したマシャアルやムーサー・ムハンマド・アブー・マルズーク、その他5人を含むハマース幹部を逮捕した。彼らはその武装や法的問題などからヨルダンにより非合法組織とみなされた。マシャアルはヨルダンから追放され、拠点をカタールへと変更することとなった。2001年、彼はシリアのダマスカスに移住した。
2012年2月、シリア騒乱が激化すると、マシャアルはシリアを離れ再びカタールへと拠点を移した。ハマースはシリアの立場からは距離を置いており、ダマスカスの事務所を閉鎖した。その後すぐに、マシャアルはシリア国営テレビに停戦主張を思わせる発言をするなどシリア反体制派のサポートを表明した。この間、彼はドーハとカイロで活動していた。
2012年12月、イスラエルとハマース間における防衛の柱作戦と休戦協定に続いて、マシャアルは自身が37年間追放されていたガザ地区を訪問すると表明した。

### ハマース代表
マシャアルは元パレスチナ自治政府議長ヤーセル・アラファート批判の急先鋒であり、イスラエルとの休戦協定を結ぶ趣旨の指令書を拒否してきた。マシャアルはアフマド・ヤースィーンとともに、この方針の背後に大きな力が働いていると考えていた。しかし、マシャアルは2004年11月12日にカイロで行われたアラファートの葬式に出席した。
2006年1月29日、ハマースが立法評議会選挙において驚異的な大勝を収めると、マシャアルは「ハマースは武装解除に関して何の計画ももたない」と述べた。彼は「ハマースはパレスチナ内の合意に基づいてパレスチナの武器を統一し、他国の攻撃から自国民を守るため独立国家のような軍を創設する準備ができている」と宣言した。その後、2006年2月13日に、マシャアルは「もしイスラエルが1967年以前の国境線へと戻しパレスチナ人の帰還の権利を認めるならばハマースはイスラエルに対する武装闘争をやめる」と宣言した。2006年7月31日のロイターによるインタヴューの中で、マシャアルはレバノンとパレスチナ問題を切り離そうとする全ての組織に警告した。彼は2008年3月5日に行われたアル・ジャジーラ英語版のインタヴューの中でもこのスタンスを崩しておらず、2005年のカイロ宣言やパレスチナ囚人文書にハマースが調印したことを引用した上で、あらゆる拒否に対し戦うと発言した。2008年3月30日に行われたSky Newsのインタヴューの中で、マシャアルは、ハマースはイスラエルを認定していないと述べ、イスラエルの罪に対する「パレスチナの抵抗運動」であると主張するハマースの自爆テロをサポートした。
元アメリカ合衆国大統領のジミー・カーターは2008年4月21日にマシャアルと会談し、国民投票においてパレスチナの人々の批准を得た場合、ヨルダン川西岸地区とガザ地区におけるハマースによるパレスチナ国の創設を受け入れることで合意した。ハマースはその後、もしイスラエルが1967年の国境線に戻し全てのパレスチナ難民に「帰還の権利」を認めるならば10年の休戦期間を設けると発表した。イスラエルはこの発表に対して何の反応も示さなかった。2008年5月27日、マシャアルはイランの最高指導者であるアリー・ハーメネイーとテヘランで会談し、以下のように述べた。「パレスチナ国はあらゆる圧力に対して抵抗を続ける。いかなる環境下においてもジハードを止めることはない」。ハマースは「この発言は中東カルテットにより促進されてきた「平和への道筋」を意識したものではない、というのもイスラエルは平和への道筋に対する言質をとったわけではないためだ。ハマースはイスラエルの治安維持のためだけに真の主権を持たないパレスチナを設立することを拒否する」。

### 囚人の交換
マシャアルは捕えたイスラエル兵士ギルアド・シャリートを1,000人のイスラエル国内のパレスチナ囚人と交換する条件で囚人交換の交渉を行なっていた。シャリートは南ガザ地区付近にあるイスラエル国内の村ケレム・シャローム付近のトンネルを利用してガザ地区外へと不法侵入してきた、ハマースを含むパレスチナ民兵組織により捕えられた。2006年7月10日、マシャアルはイスラエル囚人に関する厳しい見解を発表し、シャリートは捕虜であり囚人取引を要求すると述べた。
2008年6月18日、イスラエルは公式には2008年6月19日に始めたハマースとの二国間の停戦を表明した。エジプトのカイロで行われた仲裁人による二国間の談話の中で賛意が示された。休戦協定の一環として、イスラエルはガザ地区の境界を跨ぐ商業活動の制限を緩和することを発表し、暫定的な和平交渉のいかなる打破をも禁じるとした。ハマースはシャリートの解放について議論することを仄めかした。しかし、2008年7月29日、パレスチナ自治政府大統領のマフムード・アッバースはシャリートと引き換えにパレスチナ議会の40人のハマースのメンバーを解放する案に強く反対すると発表した。2009年10月2日、20人のパレスチナ囚人の交換が行われた後、ハーリド・マシャアルはより多くの兵士を捕えることを誓った。
2011年10月18日、シャリートは1,027人のパレスチナの囚人と引き換えにイスラエルへと解放された。

### 近年
2010年、イギリスの雑誌『ニュー・ステーツマン』はマシャアルを「2010年度世界で影響力のあった50人」の18位に選出した。2012年2月、シリア騒乱の規模が大きくなるにつれて、マシャアルはシリアを離れ再びカタールへと移住した。しばらくした後、彼はシリア反体制派をサポートすることを表明した。
2012年、彼はハマース設立25周年大会のため初めてガザ地区を訪問した。

### ガザ地区訪問
マシャアルは2012年12月7日に初めてガザ地区を訪問し、ハマース設立25周年大会のため4日滞在した。エジプトやガザ地区のラファフにも訪問した。マシャアルは地面にひざまずいて礼拝を行い、彼が受け入れられたことに対して「感激の涙」を流した。マシャアルは自身のガザ地区訪問を「三度目の誕生」と表現し、「私達政治家はガザ地区の人々に借りがある」と述べて人々の喝采を浴びた。
ガザ地区訪問の最初の日にガザを訪問した後、マシャアルは暗殺されたハマースの創設者アフマド・ヤースィーンの家やハマースの軍事部門幹部で訪問前月にイスラエルの攻撃により暗殺されたアフマド・アル＝ジャアバリーの家などを訪問した。パレスチナの各派閥の指導者やイスラエルに投獄もしくは暗殺されたパレスチナ人の家族と一緒に訪問する過程で、彼は次のように述べた。「パレスチナの国家の約束は皆の責任のもとにあるものだ。これに賛成しない者は宗教的、論理的に正しくない。我々を弱めるだけである」。
何万人もの参加者が参加してハマースの25周年大会がガザ市のKatiba広場で開催された後、マシャアルは「武装抵抗はパレスチナ人が自身の権利や自由を獲得するための正しい道筋である」と述べた。彼は歴史的なパレスチナの全ての部分を認定されるための運動を行うことを改めて表明した。また、「パレスチナはその川から海まで、北から南まで我々の土地であり1cmたりとも譲ることは決して無い」と述べた。しかし、彼は同時に、外交がパレスチナの大義を助けるという彼の信念に加え、抵抗運動とともに必要とされていた国際連合におけるパレスチナ国の国際的な認定の成功に導いたパレスチナ大統領マフムード・アッバースをサポートすると表明した。ガザ地区の訪問の後、マシャアルは「ガザ地区とヨルダン川西岸地区は大パレスチナ祖国の二つの親愛なる部分である」と述べ、パレスチナ内における和解が重要であったと強調した。
2017年5月6日に開催されたマジュリス・アル＝シューラー（党諮問評議会）にて党首から退任することが決定。後任にはイスマーイール・ハニーヤが選出された。

### イスラエルでの紛争（2023年）
2023年10月7日ハマースがイスラエルへの攻撃を仕掛けたのを受け、マシャアルは同月10日に「ジハード（聖戦）のために結集せよ」と述べ、世界中のイスラム教徒に対し同13日に各地でデモを行うよう呼び掛けた。この発言を受けニューヨークやロサンゼルスでは全ての警官に13日は制服で出勤するよう命令が下ったほか、首都ワシントンでは連邦捜査局（FBI）などが在米イスラエル大使館の警備を強化した。